# Val-de-Vie
Val-de-Vie é uma comuna francesa na região administrativa da Normandia, no departamento de Calvados. Estende-se por uma área de 19,17 km². Em 2010 a comuna tinha 545 habitantes (densidade: 28,4 hab./km²).
A municipalidade foi estabelecida em 1 de janeiro de 2016 e consiste na fusão das antigas comunas de Sainte-Foy-de-Montgommery, La Brévière, La Chapelle-Haute-Grue e Saint-Germain-de-Montgommery. A comuna tem sua prefeitura em Sainte-Foy-de-Montgommery.